# Херцог на Абруци
Херцог на Абруци (на италиански: Duca degli Abruzzi) е благородническа титла, принадлежаща на Савойския дом. Създадена е през 1890 г. и първоначално е дадена на Лудвиг Амадей Савойски-Аоста, син на абдикиралия крал на Испания Амадей I, който също носи титлата на инфант на Испания.
През 2011 г. Амадей Савойски-Аоста дава титлата на своя внук Амадей, второроден син на Аймон Савойски-Аоста и Олга Гръцка. 
Приписването на последната титла обаче е част от събитията, свързани с династическия спор между Виктор Емануил Савойски и Аймон Савойски-Аоста.

## Херцог на Абруци, първо създаване (1890)
- Лудвиг Амадей, херцог на Абруци, трети син на Амадей Савойски, крал на Испания, по-късно херцог на Аоста, и на Мария Витория дал Поцо дела Чистерна.

## Херцог на Абруци, второ създаване (2011)
- Амадей, херцог на Абруци, втори син на принц Аймон Савойски, херцог на Аоста, по-късно херцог на Савоя, и принцеса Олга Гръцка.